# Boris Gloger
Boris Gloger (* 1968 in Wiesbaden) ist ein deutscher Unternehmer, Fachbuchautor und Coach für agile Transformationen, Scrum und agiles Arbeiten. 
Er ist Gründer, Eigentümer und Geschäftsführer der agilen Managementberatung borisgloger consulting GmbH in Frankfurt am Main, der Schwesterfirma borisgloger professionals GmbH in Wien, und der Business Angel-Firma borisgloger beteiligungs GmbH in Frankfurt am Main.
Als Autor hat Boris Gloger mehrere deutschsprachige Bücher zu Scrum, agilem Personalmanagement, Selbstorganisation und Organisationsentwicklung geschrieben. Er ist außerdem Erfinder des Ball Point Game, einer Simulation, die oft eingesetzt wird, um Teams auf spielerische Art einen ersten Kontakt mit agilen Prozessen zu verschaffen.

## Monographien
- mit André Häusling: Erfolgreich mit Scrum – Einflussfaktor Personalmanagement. Finden und Binden von Mitarbeitern in agilen Unternehmen, Hanser Verlag, München 2011, ISBN 978-3-446-42515-6.
- mit Andreas Opelt, Wolfgang Pfarl, Ralf Mittermayr: Agile Contracts. Creating and Managing Successful Projects with Scrum, Wiley, Hoboken 2013, ISBN 978-1-118-63094-5.
- Wie schätzt man in agilen Projekten – oder wieso Scrum-Projekte erfolgreicher sind. Carl Hanser Verlag, München 2014, ISBN 978-3-446-43910-8.
- Scrum. Produkte zuverlässig und schnell entwickeln, 5. Aufl., Hanser Verlag, München 2016, ISBN 978-3-446-44723-3
- mit Jürgen Margetich: Das Scrum-Prinzip. Agile Organisationen aufbauen und gestalten, 2. Aufl., Schäffer-Poeschel Verlag, Stuttgart 2018, ISBN 978-3-7910-3947-3.
- mit Dieter Rösner: Selbstorganisation braucht Führung. Die einfachen Geheimnisse agilen Managements, 2. Aufl., Hanser Verlag, München 2022, ISBN 978-3-446-47269-3.
- mit Andreas Opelt, Wolfgang Pfarl, Ralf Mittermayr: Der agile Festpreis, 4. Aufl., Hanser Verlag, München 2023, ISBN 978-3-446-47397-3.
- mit Carsten Rasche: Scrum Think b!g. Scrum für wirklich große Projekte, viele Teams und viele Kulturen, 2. Aufl., Hanser Verlag, München 2024, ISBN 978-3-446-48089-6.
- Agile Entrepreneurship. Zukunftsfähige Unternehmen gründen und aufbauen, Hanser Verlag, München 2024, ISBN 978-3-446-48190-9.